# Тоноян, Размик Андраникович
Размик Андраникович Тоноян (род. 28 сентября 1988, Запорожье) — украинский самбист и дзюдоист, призёр чемпионатов Европы по самбо и боевому самбо, призёр чемпионатов мира по боевому самбо, чемпион и призёр чемпионатов Украины по дзюдо, мастер спорта Украины.

## Биография
Начал заниматься самбо в 1999 году. Выступает в полутяжёлой (до 100 кг) и тяжёлой (свыше 100 кг) весовых категориях. Его тренерами в разное время были С. В. Грабовский, К. А. Балаян, В. И. Рогач. До 2015 года включительно выступал в спортивной версии самбо, затем перешёл на боевое.

## Семья
Супруга Тонояна Луиза Гайнутдинова — чемпионка мира 2014 года по самбо. Дочери — Милана, Армине.

## Чемпионаты Украины[6]
- Чемпионат Украины по дзюдо 2006 года —  (до 100 кг);
- Чемпионат Украины по дзюдо 2008 года —  (до 100 кг);
- Чемпионат Украины по дзюдо 2011 года —  (до 100 кг);
- Чемпионат Украины по дзюдо 2012 года —  (абсолют);
- Чемпионат Украины по самбо 2021 года —  (свыше 98 кг).